# Andrà tutto bene ('58)
Andrà tutto bene ('58) è un singolo degli 883, il secondo estratto dalla raccolta Gli anni, pubblicato nel 1998. Il brano è una nuova versione di Andrà tutto bene, contenuto nell'album La dura legge del gol!.